# 하동 청심사 목조아미타여래좌상
하동 청심사 목조아미타여래좌상(河東 淸心寺 木造阿彌陀如來坐像)은 대한민국 경상남도 하동군 악양면 청심사에 있는 조선시대의 불상이다. 2011년 4월 28일 경상남도의 유형문화재 제512호로 지정되었다.

## 개요
하동 청심사 목조아미타불좌상은 17세기 후반 경에 조성된 것으로 추정되며, 상의 비례나 원만한 얼굴인상, 세세한 옷주름의 표현 등이 상당히 좋은 편이다. 얼굴이나 가파르게 올라가는 육계와 큼직한 정상계주 등은 색란을 연상케 하여, 그 유파의 불상은 이미 작품성이 인정된다.

## 참고 자료
- 하동 청심사 목조아미타여래좌상 - 국가유산청 국가유산포털